# Società Ginnastica Eleonora d'Arborea
La Società Ginnastica Eleonora d'Arborea è una società italiana polisportiva con sede a Cagliari.
Gli sport attualmente praticati sono: ginnastica artistica, lotta stile libero, lotta greco-romana, muay thai, Mixed martial arts, parkour.